# Girolamo Armellini da Faenza
Girolamo Armellini da Faenza (ur. ok. 1470 – zm. ok. 1550) – włoski dominikanin, teolog i inkwizytor.
Pochodził z Faenzy i wstąpił do zakonu dominikańskiego w miejscowym konwencie św. Andrzeja, należącym do obserwanckiego skrzydła zakonu (Kongregacji Lombardzkiej). Następnie pobierał nauki w studium generale w konwencie bolońskim. Przyjął kolejno niższe święcenia duchowne (17 grudnia 1491), święcenia subdiakonatu (7 kwietnia 1492), diakonatu (23 marca 1493) i w końcu prezbiteratu (1494). Następnie kontynuował studia teologiczne w Bolonii. W 1506 przebywał w konwencie w Viterbo, gdzie napisał komentarz do Psalmu 109 (Expositio moralis super Psalmum "Dixit Dominus Domino Meo"). W 1511 sprawował funkcję wikariusza inkwizytora Mantui Domenico Pirriego. Reprezentował Pirriego w Kurii Rzymskiej jako oskarżyciela w procesie o herezję przeciwko augustiańskiemu kaznodziei Pietro da Lucca. W latach 1512–1513 sprawował funkcję mistrza studiów w konwencie bolońskim.
W 1519 Armellini został inkwizytorem Parmy i Reggio. W czerwcu tego roku potępił opublikowane w Parmie dzieło kalabryjskiego filozofa Tiberio Rosselliego Apologeticus adversus cucullatos, nie udało mu się jednak doprowadzić do aresztowania samego autora. Następnie, w latach 1522–1524 prowadził procesy o czary w księstwie Mirandola, we współpracy z miejscowym księciem Giovannim Francesco Pico. W ich wyniku oskarżono około siedemdziesięciu osób, z czego dziesięcioro zostało spalonych na stosie.
Na temat późniejszych losów Armelliniego znane są jedynie pojedyncze fakty. W maju 1527 z nieznanych powodów został na krótko uwięziony w Pałacu Dożów w Wenecji. Na tej podstawie Michael Tavuzzi przyjął, że Armellini został zwolniony z obowiązków inkwizytora Parmy i Reggio około 1526. Przeczy temu jednak opublikowane w czerwcu 1528 w Wenecji wydanie kazań Girolamo Savonaroli, w którym na ostatniej stronie wydawca zawarł podziękowania m.in. dla Armelliniego jako urzędującego inkwizytora, oraz fakt, że jego następca znany jest dopiero od 1533. Prawdopodobnie pozostał nominalnym inkwizytorem Parmy i Reggio do 1531, gdy został przeniesiony na urząd inkwizytora w Mantui, który sprawował do 1540. Ostatnie lata życia spędził w rodzinnej Faenzy, gdzie zmarł w 1550 lub niedługo potem.